# Переслідування крейсерів «Гебен» та «Бреслау»
Переслідування крейсерів «Гебен» та «Бреслау» — військові дії в акваторії Середземного моря флоту на початку Першої світової війни, коли сили британського Середземноморського флоту намагалися перехопити німецьке угруповання ВМС «Міттельмеер», що складалося з лінійного «Гебен» та легкого «Бреслау» крейсерів кайзерівського флоту. Німецькі кораблі ухилилися від британського флоту і пройшли через Дарданелли, щоб дістатися до Константинополя, де зрештою були передані Османській імперії, де німецькі крейсери перейменували на «Явуз Султан Селім» та «Міділлі». За кілька тижнів колишні «Гебен» та «Бреслау» атакували російські позиції на Чорному морі, тим самим втягнувши Османську імперію у війну на боці Центральних держав.
Незважаючи на відсутність безпосередніх бойових дій, невдача британського флоту спричинила колосальні політичні й військові наслідки. За словами тодішнього Першого лорда адміралтейства Вінстона Черчилля, вона принесла «більше смертей, горя і руйнувань, ніж будь-коли завдавали дії кораблів».

## Історія
Зранку 4 серпня 1914 року два британських крейсери «Індефатігебл» і «Індомітебл» під командуванням адмірала сера Берклі Мілна зіткнулися у водах Середземного моря з німецькими лінійним крейсером «Гебен» та легким крейсером «Бреслау», які німецький контрадмірал Вільгельм Сушон щойно повертав до Італії після артилерійського обстрілу французького морського порту в Алжирі — Філіппвіля. Хоча на той час Британія ще не була в стані війни з Німецькою імперією, адмірал Б. Мілн наказав слідувати крейсерам за німцями, що прямували до Мессіни на дозаправлення вугіллям. Усі три лінійні крейсери мали проблеми з паровими котлами, однак «Гебену» і «Бреслау» вдалося відірватися від переслідування та зранку 5 серпня дістатися італійського порту.
Однак того ранку кайзерівські війська вже вдерлися до нейтральної Бельгії і стан війни між імперіями був оголошений. Водночас британське адміралтейство, зберігаючи нейтралітет Італійського королівства, вважало за доцільне не нападати на німецькі крейсери й дало команду командувачу Середземноморського флоту адміралу Б.Мілну перебувати з крейсерами осторонь. Британські лінійні крейсери «Індефатігебл» й «Індомітебл» перебували на північному виході з Мессінської протоки на відстані 10 км від італійської берегової лінії в очікуванні ймовірного прориву на захід. На південній околиці протоки встав на якір легкий крейсер «Глостер». Крейсер «Інфлексібл» відбув до Бізерти на дозаправлення із завданням бути в готовності переслідувати німецькі крейсери в західній частині Середземного моря.
6 серпня несподівано для британців німецькі рейдери вийшли з бухти Мессіни та вирушили в бік Константинополя, за ними слідом вийшов у похід «Глостер». Адмірал Арчибальд Мілн тримав лінійні крейсери північніше Мессіни аж до 8 серпня. Тільки опівночі 8 числа «Індефатігебл» і «Індомітебл» вирушили навздогін за німецькими кораблями. О 14:30 командувач отримав незрозумілу радіограму від адміралтейства, про те, що Британська імперія вступила у війну з Австро-Угорщиною. За чотири години прийшло повідомлення, що телеграма помилкова. Насправді Англія оголосила стан війни цій країні лише 12 серпня. Б. Мілн прийняв «соломонове рішення» припинити переслідування німецьких кораблів та вирушив до західної частини Середземного моря для виконання попереднього завдання. Тільки 9 числа йому дали чіткий наказ переслідувати «Гебен» та «Бреслау». Тоді навздогін німцям вийшли два лінійні крейсери та легкий крейсер «Веймут».

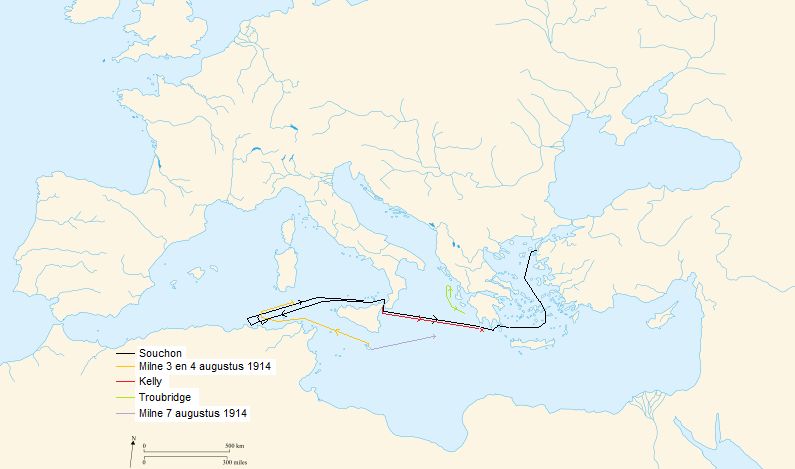
Схема переслідування крейсерів «Гебен» та «Бреслау»

На той час в акваторії Адріатичного моря діяла крейсерська ескадра британського контрадмірала Ернеста Траубріджа, якому було наказано «не вступати в серйозний бій у разі зіткнення з силами противника, що його переважають». Ескадра Траубріджа складалася з чотирьох броненосних крейсерів «Дефенс», «Блек Принс», «Ворріор» та «Герцог Единбурзький» і восьми есмінців, озброєних торпедами. Головне озброєння британських крейсерів становили 234-мм гармати, на противагу 280-мм гармат «Гебена», які мали більшу дальність стрільби. Крім того, товщина броні британських крейсерів не перевищувала 152 мм, на відміну від 270-мм броньового пояса німецького крейсера. Це означало, що в разі безпосереднього зіткнення, британці, поступаючись за вогневою потужністю та більш уразливі у випадку обстрілу німецьким крейсером ще до виходу на дистанцію відкриття вогню, а й, навіть зблизившись з «Гебеном», англійські гармати навряд чи можуть завдати серйозної шкоди німецькому кораблю, навіть на близькій відстані.
Тому Траубрідж вважав своєю єдиною можливістю атаку німецьких кораблів на світанку, з огляду на те, що «Гебен» і «Бреслау», рушачи на схід будуть висвітлені сонцем, що сходить, в той час як британська ескадра залишиться прихованою в досвітніх сутінках. Однак до 4 годин ранку 7 серпня стало очевидно, що британці не зможуть атакувати німецьку ескадру до настання дня. Траубрідж доповів Мілну про свій намір відмовитися від переслідування. Відповідь від адмірала була отримана тільки о 10 годині ранку. До цього часу Траубрідж, керуючись отриманим раніше наказом «не вступати в бій з переважаючими силами противника», припинив переслідування і пішов на бункерування в Закінф.
Адмірал Арчибальд Мілн наказав «Глостеру» припинити переслідування німців, все ще очікуючи, що Сушон поверне на захід, але капітану «Глостера» було очевидно, що німецький адмірал не має наміру цього робити. «Бреслау» намагався змусити «Глостер» відступити — біля берегів Греції Сушона очікував вугляр, для зустрічі з яким необхідно було позбутися переслідувача. «Глостер» вступив у бій з «Бреслау», сподіваючись, що це змусить «Гебен» розвернутися і прийти на допомогу своєму легкому крейсеру. За даними Сушона, «Бреслау» отримав одне влучення, що не завдало серйозних ушкоджень. Потім кораблі розійшлися, припинивши вогневий контакт. Зрештою, біля мису Матапан «Глостер» припинив переслідування противника, отримавши наказ адмірала Мілна.
9 серпня Сушон поповнив вугілля біля егейського острова Донуса, і німецькі військові кораблі відновили похід до Константинополя. О 17:00 10 серпня німці підійшли до Дарданелл і чекали на дозвіл пройти. Німецька імперія тепер використовувала свій вплив для тиску на турецького військового міністра Енвер-пашу з проханням забезпечити прохід корабля, що викликає обурення Росії, яка вважала протоку Дарданелли своїм головним всесезонним транспортним маршрутом. Крім того, німцям вдалося переконати Енвера наказати обстрілювати будь-які британські кораблі, що їх переслідували. До того часу, коли Сушон отримав дозвіл на вхід у протоки, його спостерігачі могли побачити дим британських кораблів на горизонті, що наближалися до османського берега. Турки, однак, до останнього моменту вагалися і ще якийсь час не давали дозволу на прохід кораблів в Мармурове море.
Втім Османська імперія, оголосивши про свій нейтралітет, у відповідності до міжнародних договорів не мала права пропускати через протоки військові кораблі воюючих держав. Спочатку турецька сторона запропонувала тимчасово роззброїти «Гебен» і «Бреслау», проте після різкого демаршу німецького посла було домовлено, що німецькі крейсери будуть «придбані» у Німеччині і увійдуть до складу османського військово-морського флоту. У пресі навіть була вказана сума, в яку обійшлися кораблі, — 80 млн марок.
Після офіційної передачі Туреччині «Гебен» і «Бреслау» були перейменовані в «Явуз Султан Селім» (тур. Yavuz Sultan Selim) і «Міділлі» (тур. Midilli), відповідно. Незважаючи на передачу кораблів турецькій стороні, команда на кораблях залишалася повністю німецької, а адмірал Сушон — командиром ескадри. «Гебен» і «Бреслау» за угодами 1909 і 1912 років повинні були підпорядковуватися британській військово-морській місії, яку очолював контрадмірал Артур Лімпус, що знаходилася в країні, який був одночасно командувачем османського флоту. Після скасування підстав для британців 23 вересня Сушон був призначений головнокомандувачем османського флоту.